# رامیل اوسوب‌اف
رامل اسوبف (ترکی آذربایجانی: Ramil Idris oğlu Usubov) (متولد ۲۲ دسامبر سال ۱۹۴۸ در شهرستان خواجه‌لی آذربایجان شوروی) دبیر شورای عالی امنیت ملی جمهوری آذربایجان تحت رئیس‌جمهوری این کشور است.
وی قبلاً مسئولیت وزارت امور داخله جمهوری آذربایجان را به عهده داشت.

## زندگی‌نامه
رامل اسوبف ۲۲ دسامبر سال ۱۹۴۸ در شهرستان خواجه‌لی آذربایجان شوروی زاده شد. وی دورهٔ ابتدایی خود را در «دبیرستان ویژهٔ پلیسی باکو» پشت سر گذاشت. در سال ۱۹۸۰، در «آکادمی وزارت کشور» شوروی فارغ‌التحصیل گردید. سپس راهی سربازی شد.
سابقهٔ کاری وی به سال ۱۹۷۰ بازمی‌گردد. از پیشینه‌های اجرایی او می‌توان ریاست قسمت تجسس کلانتری شهر شوشی (سال ۱۹۷۵)، معاونت رئیس ادارهٔ کل امور داخلهٔ بخش قره‌باغ کوهستانی جمهوری آذربایجان شوروی (۱۹۸۰–۱۹۸۴)، تصدی کلانتری شهر شیروان (۱۹۸۴–۱۹۸۷) را برشمرد.
رامل اسوبف بین سال‌های ۱۹۸۷ الی ۱۹۸۹ ریاست وزارت امور داخلهٔ جمهوری خودمختار نخجوان را عهده‌دار بود. فی‌مابین سال‌های ۱۹۸۹ تا ۱۸۸۳، زمامدار پلیس آگاهی، بخش‌های امور صدور شناسنامه و روادید و ثباتی وزارت امور داخله جمهوری آذربایجان بود. طبق فرمان شماره ۱۴۰ رئیس‌جمهوری آذربایجان مورخ ۲۹ آوریل سال ۱۹۹۴ به عنوان وزیر امور داخله جمهوری آذربایجان منصوب گردید.

## نشان‌ها و جوایز
- نشان «پرچم آذربایجان» به پاس خدمات ویژه رامل اسوبف در دفاع از ساختار دولتی متکی بر قانون اساسی جمهوری آذربایجان، مبارزه با جرایم و تأمین نظم و ثبات عمومی، ۲۴ دسامبر ۱۹۹۸ به وی اعطا گردید.
- در سال ۲۰۰۹، بنابه فرمان رئیس‌جمهوری لهستان نشان «افسر بزرگ» این کشور در ازای تلاش‌های رامل اسوبف در توسعهٔ روابط دو کشور به وی اهدا شد.[۷]
- در ۲۹ ژوئن سال ۲۰۱۸، به مناسبت ۱۰۰-امین سالروز تأسیس وزارت امور داخلهٔ جمهوری آذربایجان، نشان درجهٔ اول «در پاس خدمات به وطن» به رامل اسوبف به خاطر فعالیت‌های موثرش در تأمین نظم و ثبات در داخل کشور اعطاء گردید.[۸]